# Françoise Hemeryck-Luciani
Pour les articles homonymes, voir Luciani.
Françoise Hemeryck-Luciani (née le 27 octobre 1948 à Omonville-la-Petite) est une joueuse française de basket-ball.

## Biographie

### Carrière en club
Françoise Hemeryck-Luciani évolue de 1967 à 1974 au Paris UC, de 1974 à 1975 au SMUC et de 1975 à 1980 à l'USPEG Marseille.

### Carrière en sélection
Elle connaît sa première sélection en équipe de France le 28 mars 1970 à Gérone contre la Hongrie. Elle est finaliste du Championnat d'Europe de basket-ball féminin 1970. Sa carrière internationale, avec 18 sélections, s'achève le 23 février 1972 à Sombor contre la Yougoslavie.